# Macroscelides flavicaudatus
Macroscelides flavicaudatus és una espècie de mamífer de l'ordre de les musaranyes elefant. És endèmica de Namíbia. El seu hàbitat natural són les zones desèrtiques, incloent-hi el Namib i el pro-Namib, amb menys vegetació que els llocs on viu M. proboscideus. Durant molt de temps fou classificada com a subespècie de M. proboscideus, fins que el 2012 un estudi li atorgà la categoria d'espècie pròpia basant-se en dades genètiques i morfològiques, la quasi-simpatria sense proves de flux gènic i diferències d'hàbitat.